# Paço (Torres Novas)
Paço ist ein Ort und eine ehemalige Gemeinde (Freguesia) im portugiesischen Kreis Torres Novas. Die Gemeinde hatte 676 Einwohner (Stand 30. Juni 2011).
Am 29. September 2013 wurden die Gemeinden Paço und Olaia zur neuen Gemeinde União das Freguesias de Olaia e Paço zusammengeschlossen.